# Rounder Records
Rounder Records — американська компанія звукозапису, розташована в Нешвіллі, штат Теннессі, яка спеціалізується на музиці стилю фолк, блюграс, блюз. Перелік  виконавців Rounder включає Елісон Краусс і Union Station, Белу Флека, Стіва Мартіна, Еді Брікелла, Steep Canyon Rangers та інших. Музиканти, записані Rounder Records, завоювали з часу створення лейбла 1970 року понад 40 нагород Греммі.
Компанія також має книжковий та відео підрозділи.

## Заснування
Rounder була заснована в 1970 році Кеном Ірвіном, Біллом Ноуліном і Меріан Лейтон-Леві, трьома друзями по коледжу з Массачусетса, які цікавилися фолком, кантрі й  блюграсом. Вони дали лейблу його назву з кількох причин: форми вінілової платівки, прізвиська волоцюги і назви фолк-групи  The Holy Modal Rounders.
Протягом перших трьох років лейбл випустив 19 платівок, почавши 1970 року з альбому Джорджа Пегрема, 76-річного банджиста з Техасу.
Раннім успіхом Rounder був блюз-рок-гурт George Thorogood and The Destroyers, півмільйона копій альбому якого, Move It On Over, було продано 1978 року. Штаб-квартира лейблу  переїхала до Кембриджу, штат Массачусетс. Згодом Rounder розширив свій репертуар, додавши інші жанри, такі як реггі і зайдеко. Першу Греммі лейблу Rounder отримав 1983 року блюзовий гітарист Кларенс Браун з альбомом  Alright Again.

## Елісон Краусс
Найуспішнішою подією для Rounder стала блюграс-співачка і скрипалька Елісон Краусс. 1991 року, у 19 років, вона отримала Греммі за свій другий альбом I've Got That Old Feeling. Альбом породив сингли, відео, покази на національному телебаченні. Краусс продала понад 12 мільйонів копій альбому і завоювала 27 нагород Греммі, більше, ніж будь-яка інша співачка.  

## Сучасний стан
2012 року Rounder був проданий Concord Music Group. Два роки потому його штаб-квартиру перенесли до Нешвілла.

## Деякі відомі виконавці
| - Darol Anger - Етта Бейкер - The Balfa Brothers - Марсія Болл - Russ Barenberg - Pierre Bensusan - Big Shoulders - Тоні Берд - Blackberry Smoke - Норман Блейк - Рорі Блок - Blue Rodeo - The Blue Sky Boys - The Bobs - BoDeans - Roy Book Binder - Джеймс Букер - Sandra Boynton - Brave Combo - Боб Брозман - Clarence "Gatemouth" Brown - Buckwheat Zydeco - Соломон Берк - Джей Джей Кейл - Чак Карбо - Carter Family - Cephas & Wiggins - Маршалл Чемпен - Vassar Clements - Bruce Cockburn - The Cottars - Cowboy Junkies - Dailey & Vincent - The Damnwells - Девід Девіс - Delta Spirit - Денніс Деянг - Хейзел Дікенс - Disappear Fear - Dirty Dozen Brass Band - Michael Doucet - Dry Branch Fire Squad - Ронні Ерл - Джон Фейхі - Cathy Fink & Marcy Marxer - Béla Fleck - Benton Flippen - The Freight Hoppers - J. Geils - Jimmie Dale Gilmore - Girl Authority - Філіп Ґласс | - Майк Гордон - Bill Grant and Delia Bell - The Grascals - David Grisman - David Grier - Ненсі Гріффіт - Вуді Гатрі - Cheb Hasni - Джон Гартфорд - Johnson Mountain Boys - Джуліана Гетфілд - Tish Hinojosa - The Holy Modal Rounders - Sierra Hull - Джеймс Хантер - Міссісіпі Джон Герт - The Incredible Casuals - Туту Джонс - Білл Кіт - The Kids of Widney High - Bnois King - Кінг Вілкі - Елісон Краусс - Sleepy LaBeef - David Laibman - Ледбеллі - Sondre Lerche - The LeRoi Brothers - John Linnell - Lisa Loeb - David Mallett - Del McCoury - John McCutcheon - Natalie MacMaster - JD McPherson - Magic Dick - Майк Маршалл - Джон Мелленкемп - The Meters - Whistlin' Alex Moore - Лінн Морріс - Nashville Bluegrass Band - Трейсі Нельсон - NRBQ - Аліша Ньюджент - Лаура Ніро - Елліс Пол - Том Пекстон - Карл Перкінс - Madeleine Peyroux - Грант-Лі Філліпс - Pianosaurus | - Роберт Плант - Preacher Jack - Раффі - Leon Redbone - Tony Rice - Wyatt Rice - Jonathan Richman - Riders in the Sky - Butch Robins - Джиммі Роджерс - Rush - Johnny Sansone - Mike Seeger - Peggy Seeger - Аманда Шоу - Аллен Шелтон - Jon Sholle - Junior Sisk - Рікі Скеггз - Smokin' Joe Kubek - Son Volt - Jo-El Sonnier - The Soul Rebels - The SteelDrivers - Steep Canyon Rangers - Steve Roslonek - Sweet Honey in the Rock - Tiny Tim - Tut Taylor - The Tragically Hip - Ten Shekel Shirt - Vienna Teng - They Might Be Giants - Linda Thompson - Джордж Торогуд - Happy & Artie Traum - Tony Trischka - Dan Tyminski - Uncle Earl - Joe Val - Guy Van Duser - Ронда Вінсент - Loudon Wainwright III - Martha Wainwright - Ебігейл Вошберн - Док Вотсон - Ween - Шеріл Вілер - The Wild Magnolias - Боб Вілліс - Pokey LaFarge - Джонні Янг |

## Філії та дочірні лейбли
| - Bullseye Blues - Dolphin Safe - Easydisc - Flying Fish Records - Grand Illusion - Greenhays - Heartbeat Records - Heavy Rotation | - Henry Street - Hudson Music - Moon Junction - Philo Records - Rounder Select - Rounder Specials - Symmetry - Sugar Hill Records | - Tone Cool Records - Trampoline - Upstart - Varrick - Vestapol - Zoë Records - Music for Little People |